# Helen Sjöholm
Marie Helen Sjöholm Granditsky, född 10 juli 1970 i Sköns församling i Sundsvalls kommun, är en svensk skådespelare, sångare och musikalartist.

## Biografi
Helen Sjöholm föddes som dotter till ingenjören Hans Sjöholm och läraren Marie-Louise Sjöholm, f. Wessblad. Hon började med körsång redan i tidig ålder och i slutet av 1980-talet medverkade hon i sånggruppen Just For Fun. Hon medverkade också i musikaler som Trollkarlen från Oz och West Side Story i hemstaden. Bland 1 000 andra sökande fick Sjöholm rollen som Kristina i musikalen Kristina från Duvemåla som uppfördes 1995–1999. Hennes musikalkarriär har fortsatt med den kvinnliga huvudrollen i den svenska versionen av musikalen Chess med start 2002. För den rollen tilldelades hon Guldmasken samma år. Sjöholm har också turnerat tillsammans med Jojje Wadenius och har gett ut skivan Visor (2002) med Jojje Wadenius och Genom varje andetag (2003) med Anders Widmark. Hon har även medverkat i Rhapsody in Rock, turnén Speldosa med Björn Skifs, Allsång på Skansen, TV-programmet Så ska det låta samt uppsättningarna Spelman på taket och Les Miserables.
Sjöholm är även medlem och sångerska i Benny Anderssons orkester (BAO). Med dem hade hon sin hittills största hitlåt, Du är min man, som låg på Svensktoppen mellan 2004 och 2009. Låten åkte ut den 8 november, efter 278 veckor på listan.
Hon gjorde filmdebut 1999, i Richard Hoberts film Där regnbågen slutar. Hon spelade också rollen som Gabriella i Kay Pollaks film Så som i himmelen som kom 2004. Det var där hon sjöng Gabriellas sång, som efter 68 veckor placerade sig som den sjätte mest spelade låten år 2006 på Svensktoppen.
Sjöholm medverkade september 2008–december 2009 i musikalen My Fair Lady, där hon spelade mot Tommy Körberg, Jan Malmsjö och Monica Nielsen. Hennes tolkning av Eliza Doolittle gav henne karriärens andra Guldmask 2009. 23–24 september 2009 sjöng Sjöholm titelrollen i den engelska konsertversionen av Kristina från Duvemåla, nu enbart kallad Kristina, i Carnegie Hall, New York. 14 april 2010 sjöng hon samma roll i Royal Albert Hall i London.
Den 18 juni 2010 sjöng Sjöholm vid Riksdagens galakonsert för Victoria och Daniel i Stockholms konserthus. Senhösten 2010 medverkade hon i Stockholms Stadsteaters uppsättning av Aniara, där hon spelade den blinda poetissan från Rind.
Sjöholm medverkade i Jonas Gardells uppsättning av Livet är en schlager med start hösten 2014 till juni 2015. Hon spelade huvudrollen Mona Berglund tillsammans med bl.a. Peter Jöback och Johan Glans.
Den 11 augusti 2006 var hon en av Sommarvärdarna i Sveriges Radio P1.

## Privatliv
Sjöholm är sedan 26 augusti 2006 gift med ljudteknikern David Granditsky och är bosatt i Sickla. De har tre barn tillsammans.

## Priser och utmärkelser
- Grammis för årets album, för Kristina från Duvemåla,  1996[1]
- Kvällspostens Thaliapris,  1996
- Ulla Billquist-stipendiet,  1997[2]
- Guldmasken,  2002
- Guldmasken, för Chess,  2003[3]
- Grammis för årets visa/singer-songwriter, för Genom varje andetag (album), med  Anders Widmark,  2003[1]
- Grammis för årets dansband, för BAO!, med  Benny Anderssons orkester,  2004[1]
- Thore Ehrling-stipendiet, med  Benny Andersson,  2005[4]
- Grammis för årets barnmusik, med  Dogge Doggelito,  2005[1]
- Grammis för årets dansband, för BAO 3, med  Benny Anderssons orkester,  2007[1]
- Hedersledamot,  2009
- Guldmasken, för My Fair Lady,  2009[5]
- Lunds Studentsångförenings solistpris,  2009[6]
- Spelmannen,  2010[7]
- Honoris causa,  12 oktober 2012[8]
- Litteris et Artibus,  2018
- Svenska Dagbladets Thaliapris

[Redigera Wikidata]

## Diskografi

### Studioalbum
- 2002 – Visor
- 2002 – Chess på svenska
- 2010 – Euforia – Helen Sjöholm sjunger Billy Joel
- 2020 - En ny tid
- 2022 - Snö & marschaller (Tillsammans med Anna Stadling)

### Livealbum
- 1992 – Elvira Madigan

### Helen Sjöholm och Anders Widmark
- 2003 – Genom varje andetag
- 2015 – Jag vill följa med (singel)

### Benny Anderssons orkester
Studioalbum
- 2001 – Benny Anderssons orkester
- 2004 – BAO!
- 2006 – BAO på turné
- 2007 – BAO 3
- 2009 – Story of a Heart
- 2011 – O klang och jubeltid

Singlar
- 2001 – "Vår sista dans"
- 2004 – "Du är min man"
- 2005 – "Midnattsdans"
- 2006 – "Det är vi ändå" (promosingel)
- 2007 – "Du frälste mig i sista stund"
- 2009 – "Sommaren du fick"
- 2009 – "Story of a Heart" (Sommaren du fick)
- 2011 – "Kära syster"

### Kristina från Duvemåla
Studioalbum
- 1996 – Kristina från Duvemåla: Den kompletta utgåvan
- 1999 – Sexton favoriter ur Kristina från Duvemåla

Livealbum
- 2010 – Kristina – At Carnegie Hall (engelsk konsertversion)

Singlar
- 1996 – "Du måste finnas"
- 1997 – "Hemma"
- 1997 – "Vildgräs"
- 1998 – "Präriens drottning"

## Filmografi
- 1990 – Widget (TV-serie) (röst åt Widget)
- 1997 – Anastasia (röst åt Anja/Anastasia)
- 1999 – Där regnbågen slutar
- 2003 – Chess (svenska) (Florence)
- 2004 – Så som i himmelen (Gabriella)
- 2006 – Nicke Nyfiken (ger rösten åt läraren Maggie)
- 2008 – Disco-Daggarna
- 2009 – Nicke Nyfiken 2 – Apa på rymmen (ger rösten åt Maggie, Teds flickvän)
- 2011 – Simon och ekarna (Karin Larsson)
- 2017 – Becker – Kungen av Tingsryd (Annika)
- 2018 – Sjölyckan (TV-serie)
- 2019 – A Music Story
- 2020 – Bäckström (TV-serie)
- 2021 – Thunder in My Heart (TV-serie)
- 2021 – Tills solen går upp
- 2024 – En kväll med Benny Anderssons orkester (SVT)

## Teater

### Roller
| År   | Roll            | Produktion                                                                          | Regi             | Teater                   |
| ---- | --------------- | ----------------------------------------------------------------------------------- | ---------------- | ------------------------ |
| 1990 | Dorothy         | Trollkarlen från Oz (The Wonderful Wizard of Oz)                                    |                  | Sundsvall                |
| 1991 | Amy Dorrit      | Lilla Dorrit (Little Dorrit)                                                        |                  | Enskedespelet            |
| 1992 | Hedvig          | Elvira Madigan                                                                      | Georg Malvius    | Malmö Musikteater        |
| 1993 |                 | Volpone                                                                             |                  | Intiman, Malmö           |
| 1995 | Kristina        | Kristina från Duvemåla Benny Andersson och Björn Ulvaeus                            | Lars Rudolfsson  | Malmö Musikteater        |
| 1996 | Kristina        | Kristina från Duvemåla Benny Andersson och Björn Ulvaeus                            | Lars Rudolfsson  | Göteborgsoperan          |
| 1997 | Hodel           | Spelman på taket (Fiddler on the Roof) Joseph Stein, Jerry Bock och Sheldon Harnick | Lars Rudolfsson  | Malmö Opera              |
| 1998 | Kristina        | Kristina från Duvemåla Benny Andersson och Björn Ulvaeus                            | Lars Rudolfsson  | Cirkus, Stockholm        |
| 1999 | Fantine         | Les Misérables                                                                      |                  | Göteborgsoperan          |
| 2000 | Fantine         | Les Misérables                                                                      |                  | Malmö Musikteater        |
| 2002 | Florence        | Chess Benny Andersson, Björn Ulvaeus och Tim Rice                                   | Lars Rudolfsson  | Cirkus, Stockholm        |
| 2003 | Revydrottning   | Chinarevyn                                                                          |                  | Chinateatern             |
| 2005 | Polly Peachum   | Tolvskillingsoperan (Die Dreigroschenoper) Bertolt Brecht och Kurt Weill            | Lars Rudolfsson  | Stockholms stadsteater   |
| 2008 | Eliza Doolittle | My Fair Lady Frederick Loewe och Alan Jay Lerner                                    | Tomas Alfredson  | Oscarsteatern            |
| 2010 | Poetissan       | Aniara Harry Martinson                                                              | Lars Rudolfsson  | Stockholms stadsteater   |
| 2014 | Mona Berglund   | Livet är en schlager Jonas Gardell och Fredrik Kempe                                | Jonas Gardell    | Cirkus, Stockholm        |
| 2016 | Helen Sinclair  | Bullets over Broadway Woody Allen                                                   | Emma Bucht       | Göta Lejon               |
| 2019 | Nancy           | Hugh och Nancys många världar Lars Rudolfsson                                       | Lars Rudolfsson  | Dramaten                 |
| 2020 | Diana Goodman   | Next to Normal Brian Yorkey och Tom Kitt                                            | Ronny Danielsson | Uppsala Stadsteater      |
| 2022 | Diana Goodman   | Next to Normal Brian Yorkey och Tom Kitt                                            | Ronny Danielsson | Uppsala Stadsteater      |
| 2023 | Rut Flogfält    | Änglagård Fredrik Kempe, Edward af Sillén, Daniel Réhn                              | Edward af Sillén | Oscarsteatern            |
| 2024 | Joanne          | Company Stephen Sondheim och George Furth                                           | Maria Sid        | Kulturhuset Stadsteatern |